# Charlotte Sager
Charlotte Sager (* 1797 in Schleswig; † 1872 ebenda) war eine deutsche Wachsbildnerin.

## Leben
Charlotte Sager war die Tochter des Schleswiger Goldschmieds Georg Sager.
Sie war eine ausgebildete Bossiererin und schulte sich autodidaktisch zur Wachsbildnerin und Mechanikerin weiter.
Sie besaß eine Schaubude und zeigte dort ihr Wachsfigurenkabinett während der 1840er und 1850er Jahre in vielen Städten und Orten Schleswig-Holsteins und in Hamburg. Sie war bekannt für ihre lebensgroßen Puppen, deren Kostüme und Mechaniken sie selbst herstellte und verbesserte. Weiterhin waren auch ihre miniaturisierten Skulpturen bekannt, mit denen sie alt- und neutestamentliche Szenen darstellte.
1909 veranstaltete eine Verwandte von ihr, die Malerin Doris Schnittger (1833–1915), eine Ausstellung mit den Resten der Sagerschen Wachsfiguren im Flensburger Altertumsmuseum.
Von Charlotte Sager soll es ein lebensgroßes Porträt geben, das ihr Neffe Christian Nikolaus Schnittger gemalt hat.
Sie starb unverheiratet.

## Trivia
Charlotte Sager war bekannt als resolute, viel Belesene und nur plattdeutsch sprechende Frau und galt als Schleswiger Original.